# Dorothy Atkinson
Dorothy Caroline Atkinson (Mansfield, 1966) is een Brits actrice. 

## Biografie
Atkinson werd geboren en groeide op in Mansfield in een gezin van twee kinderen. Zij is in 200 getrouwd met acteur Martin Savage en heeft met hem een kind. 

## Carrière
Atkinson begon in 1991 met acteren in de televisieserie London’s Burning, waarna zij nog meerdere rollen speelde in televisieserie en films. Atkinson werd in 2014 genomineerd voor een British Independent Film Award voor haar rol in de film Mr. Turner in de categorie Beste Actrice in een Bijrol. Naast het acteren voor televisie is zij ook actief in het theater, en heeft van 2010 tot en met 2011 opgetreden op Broadway. Zij speelde hier de rol van Beryl in het toneelstuk Brief Encounter.  

## Filmografie

### Films
Uitgezonderd korte films.
- 2023 Saltburn - als Paula Quick
- 2021 The Electrical Life of Louis Wain - als mrs. DuFrayne
- 2018 Peterloo - als zingende Weaver
- 2018 The Mercy - als Eve Tetley
- 2015 Peter and Wendy - als verpleegster Doyle
- 2014 That Day We Sang - als Gertrude Riall
- 2014 Mr. Turner - als Hannah Danby
- 2010 Chatroom - als moeder van Emily
- 2009 Mid Life Christmas - als Kerry Perry
- 2009 May Contain Nuts - als mrs. Whimhurst
- 2006 Housewife, 49 - als mrs. Mac
- 2004 Every Time You Look at Me - als receptioniste
- 2002 The Final Curtain - als Betty
- 2002 All or Nothing - als stille passagier
- 1999 Topsy-Turvy - als Jessie Bond
- 1997 A Merry War - als Dora

### Televisieseries
Uitgezonderd eenmalige gastrollen.
- 2024 Joan - als mrs. May - 5 afl.
- 2024 Ludwig - als DCS Carol Shaw - 6 afl.
- 2023 The Long Shadow - als Betty Hoban - 3 afl.
- 2023 The Gold - als Jeannie Savage - 4 afl.
- 2023 Stonehouse - als Betty Boothroyd - 3 afl.
- 2022 Without Sin - als Jessie Cole - 4 afl.
- 2019-2022 Pennyworth - als Mary Pennyworth - 30 afl.
- 2022 Pistol - als Sylvia Cook - 4 afl.
- 2022 Magpie Murders - als lady Frances Pye - 5 afl.
- 2021 All Creatures Great and Small - als Diana Brompton - 3 afl.
- 2016-2019 Mum - als Pauline - 18 afl.
- 2019 Hanna - als therapeute - 2 afl.
- 2017-2018 Harlots - als Florence Scanwell - 16 afl.
- 2017 Strike - als Kathryn Kent - 2 afl.
- 2015 Code of a Killer - als Barbara Ashworth - 2 afl.
- 2013 Call the Midwife - als Jane Sutton - 6 afl.
- 2012 The Town - als Ann - 2 afl.
- 2012 Coronation Street - als Yvonne Perry - 2 afl.
- 2005 Bodies - als Sarah Tankard - 2 afl.
- 1991-1993 London’s Burning - als Zoe - 17 afl.